# Spitz (Austria)
Spitz è un comune austriaco di 1 615 abitanti nel distretto di Krems-Land, in Bassa Austria; ha lo status di comune mercato (Marktgemeinde).